# Lejla
Lejla je žensko osebno ime.

## Izvor imena
Ime Lejla izhaja prek turškega Leylã iz arabskega imena Läylã preko besede läylã v pomenu besede »zelo dolga, težka mraćna noč«.

## Različice imena
Leila, Lela, Lelija

## Pogostost imena
Po podatkih Statističnega urada Republike Slovenije je bilo na dan 31. decembra 2007 v Sloveniji število ženskih oseb z imenom Lejla: 425.

## Osebni praznik
Ime Lejla se koledarsko uvršča k imenu Lea; god 22. marca